# Jovan Mitreski
Jovan Mitreski (en macédonien : Јован Митрески), né le 20 novembre 1980 à Struga, est un homme politique et économiste macédonien. Il est le président de l'Assemblée de Macédoine du Nord du 26 janvier 2024 au 28 mai 2024.

## Parcours politique
Jovan Mitreski est élu consécutivement député aux élections législatives de 2014, 2016 et 2020 en tant que membre de l'Union sociale-démocrate de Macédoine (SDSM). Au cours de son deuxième et troisième mandat, il est le coordinateur du groupe parlementaire de la coalition dirigée par la SDSM,.
Il est élu président de l'Assemblée le 26 janvier 2024, avec 64 voix « oui » contre 40 voix « non », succédant à Talat Xhaferi devenu président du gouvernement,.